# Kontextsensitive Hilfe

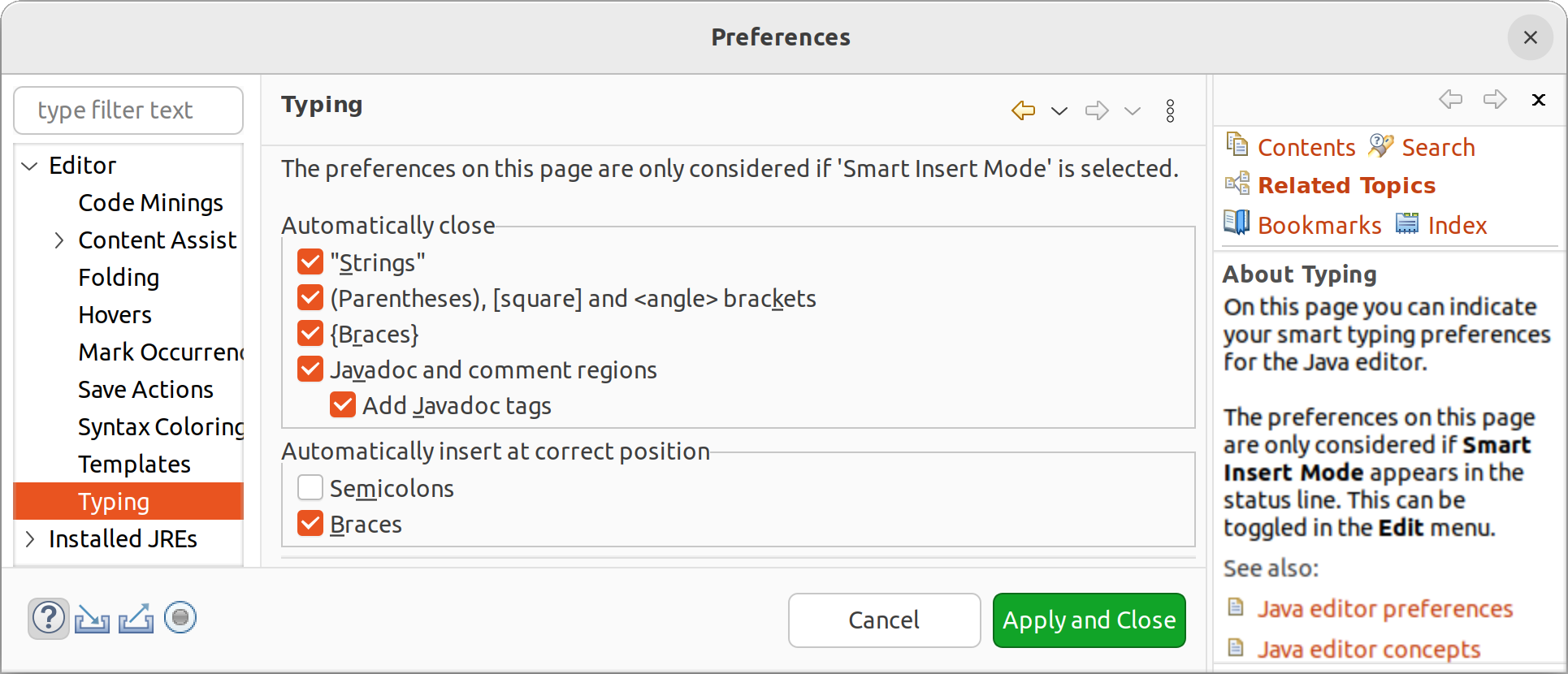
Kontextsensitive Hilfe auf Dialogebene. Im Einstellungsdialog von Eclipse wird eine eingebettete Hilfe am rechten Rand angezeigt.

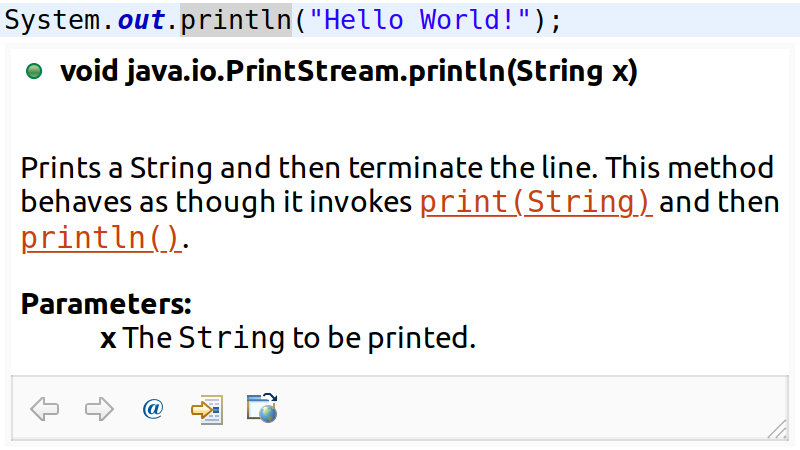
Kontextsensitive Hilfe auf Elementebene. Im Quelltext-Editor von Eclipse wird eine kurze Beschreibung für die gerade ausgewählte Methode println in einem Pop-up angezeigt.

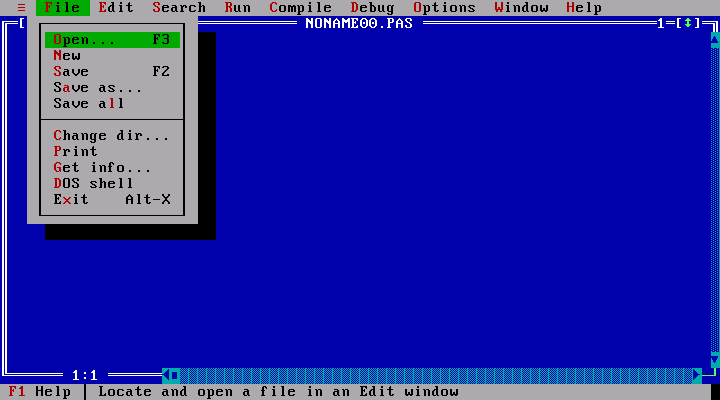
Kontextsensitive Hilfe auf Elementebene. In der Statusleiste der zeichenorientierten Benutzerschnittstelle von Borland Turbo-Pascal wird eine kurze Beschreibung des gerade ausgewählten Menüpunktes angezeigt.

Bei einer kontextsensitiven Hilfe handelt es sich um eine Online-Hilfe, die dem Benutzer Informationen über die Benutzerschnittstelle einer Anwendung und die gerade durchgeführten Aufgaben anbietet. Diese Form der Hilfe wird üblicherweise auf Dialog- oder Elementebene angeboten.
Je weniger Konzeptwissen für die Zielgruppe und den Sachverhalt notwendig ist, umso eher eignen sich kontextsensitive Hilfen auf Element- oder Dialogebene im Unterschied zu kontextfreien Hilfen.

## Detaillierungsgrad der kontextsensitiven Informationen
Die Granularität der kontextsensitiven Informationen kann je nach Anwendungszweck variieren.

### Elementebene
Die kontextsensitive Hilfe auf Elementebene wird auch Direkthilfe genannt und bezieht sich auf: 
- einzelne Steuerelemente (z. B. Textfelder, Schaltflächen oder Menüpunkte) innerhalb der grafischen oder zeichenorientierten Benutzerschnittstelle
- einzelne Objekte in WYSIWYG-Formulareditoren von visuellen Programmierumgebungen
- Schlüsselworte, Tags und Einträge aus Programmbibliotheken (z. B. Klassen, Funktionen und Konstanten) in Quelltext-Editoren von integrierten Entwicklungsumgebungen (IDE)

Online-Hilfe auf Elementebene kann nur sehr punktuelle und isolierte Informationen geben. Nicht jedes Element der grafischen Benutzeroberfläche muss zwingend mit einer kontextsensitiven Hilfe versehen sein. Oftmals ist es sinnvoll, Optionen zu bündeln und die Unterschiede in der Beschreibung herauszuarbeiten. Dabei sollte die Beschreibung kurz und knapp sein.

### Dialogebene
Kontextsensitive Hilfe auf Dialogebene beschreibt einen Dialog, ein Fenster oder eine Registerkarte, einschließlich aller enthaltenen Elemente, ihre Zusammenhänge und Abhängigkeiten.

## Bereitstellung von kontextsensitiven Informationen
Hersteller von Anwendungssoftware haben mehrere Optionen, um Benutzern kontextsensitive Informationen anzubieten.

### Zugriff
Der Zugriff auf die kontextsensitive Hilfe kann dem Benutzer auf folgende Art und Weise ermöglicht werden:
- Hilfe-Menü in der grafischen Oberfläche: die einzelnen Befehle öffnen bestimmte Teile der Online-Hilfe (z. B. den Suchdialog oder das Inhaltsverzeichnis).
- F1-Hilfe: durch Drücken der F1-Taste wird die passende Information für das markierte Element im Hilfefenster angezeigt.
- Hilfe-Schaltfläche im Dialog oder Fragezeichen in Titelleiste.
- Dynamische Hilfe: eingebettete Hilfe, die selbstgesteuert passend zur aktuellen Handlung in der Benutzeroberfläche angezeigt wird.

### Darstellung
Das Aussehen von kontextsensitiven Hilfen kann sehr unterschiedlich sein. Üblich sind Balloon Help, Pop-up-Hilfe (z. B. in Form von Tooltips), Nachrichten in der Statusleiste, eigene Fenster oder Webbrowser, in denen die kontextsensitiven Informationen angezeigt werden. Wenn die kontextsensitive Hilfe in einem speziellen Bereich der grafischen Benutzeroberfläche angezeigt wird, spricht man von eingebetteter Hilfe (englisch Embedded Help). Dazu zählen auch Software-Agenten, wie beispielsweise Microsoft Agent.